# Филмографија Кристијана Бејла
Кристијан Бејл је енглески глумац који је играо у бројним филмовима. Бејлова улога у филму Царство сунца (1987), као младић интерниран у Кини од стране Јапанаца, добила је похвале од већине филмских критичара. Две године касније, Бејл је имао споредну улогу у филму Хенри V, драмском филму базираном на драми Вилијама Шекспира Живот Хенрија Петог. Сматра се једном од најбољих адаптација Шекспирових дела икада снимљених. Године 1992, Бејл је играо Џека Келија у музичкој дизнијевој драми Нови момци, која је критички и комерцијално била неуспешна, али је стекла култни статус. Добиo je улогу у драми из 1994. године Мале жене, која је добила позитивне критике. Бејл је дао глас у Дизнијевом анимираном филму Покахонтас (1995), а филм је добио мешовите оцене, али је имао успех на благајнама. Глумио је британског новинара Артура Стјуарта у драми Велвет Голдмајн (1998), коју је режирао Тод Хејнс. Иако су критичари били подељени по питању филма, Бејлова улога је била „са нестрпљењем ишчекивана“. Бејл је играо Деметрија у критички похваљеном филму из 1999. године Сан летње ноћи, адаптацији Шекспирове драме истог имена коју је режирао Мајкл Хофман. Исте године, играо је Исуса из Назарета у телевизијском филму Марија, мајка Исусова.
Године 2000, Бејл је глумио у психолошком трилеру Амерички психо у којем је играо серијског убиицу Патрика Бејтмана. Његова интерпретација добила је позитивне критике и често се сматра његовим пробојним наступом. Исте године глумио је заједно са Семјуелом Л. Џексоном у критички похваљеном акционом криминал филму Шафт. Сарађивао је са Николасом Кејџом и Пенелопе Круз у романтичној драми Мандолина капетана Корелија (2001). Филм је добио лоше критике и имао слабу комерцијалну продају. За улогу Тревора Резника у психолошком трилеру Машиниста (2004), изгубио је 28,5 килограма. Иако је филм добио похвале критичара, био је комерцијални неуспех. Бејл је играо Бетмана у филму Бетмен почиње (2005), римејку серије филмова о Бетману, који је режирао Кристофер Нолан. Његова улога Бетмана добила је високе критике, а филм је био комерцијално успешан. Након тога, дао је глас у истоименој видео игри заснованој на филму Бетмен почиње. Године 2006. глумио је немачко-америчког пилота Дитера Денглера у ратној драми Бекство у зору. Иако је филм добио позитивне критике, био је финансијски неуспех. Исте године играо је у филму Престиж (2006) заједно са Хју Џекманом и Скарлет Џохансон. Филм је добио позитивне критике и био комерцијални успех. Бејл је сарађивао са Раселом Кроуом у вестерн филму У 3.10 за Јуму (2007), који је добио добре критике и имао умерен успех на благајнама.
Бејл је поновио улогу Бетмана у другом делу Ноланове серије филмова о Бетману, наставку филма Batman Begins из 2005, под називом Мрачни витез (2008). Након изласка, филм је добио изузетно позитивне критике и сматра се једним од најбољих филмова 2000-их. Остварио је више од милијарду долара прихода широм света. Следеће године глумио је у четвртом делу серијала Терминатор, под називом Терминатор: Спасење (2009), као Џон Конор. Филм је лоше прихваћен од стране већине критичара, али је био комерцијални успех. Исте године, глумио је заједно са Џонијем Депом у критички и комерцијално успешном филму Народни непријатељи као ФБИ агент Мелвин Пурвис. Сарађивао је са Марком Волбергом у биографској спортској драми Боксер (2010) као Дики Еклунд. Филм је добио високе критике и био комерцијални успех. За улогу у филму Боксер добио је Оскара за најбољу споредну мушку улогу на 83. додели Оскара. Године 2012, Бејл је играо у трећем и последњем делу Ноланове трилогије о Бетману под називом Успон мрачног витеза. Као и претходна два дела, филм је добио похвале критичара. Успон мрачног витеза је остварио више од милијарду долара прихода широм света, чиме је постао трећи најпрофитабилнији филм 2012. године. За улогу Мајкла Берија у биографској комедији-драми Опклада века, коју је режирао Адам Мекеј, номинован је за Оскара и БАФТА награду за најбољу споредну мушку улогу. Добио је још једну номинацију за Оскара за најбољу мушку улогу за приказ Дика Чејнија у филму Човек из сенке истог режисера. Играо је Гора, убицу богова, негативца у марвеловом филму Тор: Љубав и гром (2022).

## Филм
| Година | Наслов                      | Улога                     | Напомена                                | Реф.          |
| ------ | --------------------------- | ------------------------- | --------------------------------------- | ------------- |
| 1987.  | Мио у далекој земљи         | Јум-Јум                   |                                         | [ 33 ]        |
| 1987.  | Царство сунца               | Џим Грејам                |                                         | [ 34 ] [ 35 ] |
| 1989.  | Хенри V                     | Робин                     |                                         | [ 36 ]        |
| 1992.  | Нови момци                  | Џек Каубој Кели           |                                         | [ 37 ]        |
| 1993.  | Деца свинга                 | Томас Берџер              |                                         | [ 38 ]        |
| 1994.  | Краљевић Јитланда           | Амлед                     |                                         | [ 39 ]        |
| 1994.  | Мале жене                   | Теодор Лори Лоренс        |                                         | [ 40 ]        |
| 1995.  | Покахонтас                  | Томас                     | гласовна улога                          | [ 41 ]        |
| 1996.  | Портрет једне даме          | Едвард Розијер            |                                         | [ 42 ]        |
| 1996.  | Тајни агент                 | Стиви                     |                                         | [ 43 ]        |
| 1997.  | Метроленд                   | Крис Лојд                 |                                         | [ 44 ]        |
| 1998.  | Велвет Голдмајн             | Крис Лојд                 |                                         | [ 45 ]        |
| 1998.  | Све мале животиње           | Боби Плат                 |                                         | [ 46 ]        |
| 1999.  | Сан летње ноћи              | Деметриј                  |                                         | [ 47 ]        |
| 2000.  | Амерички психо              | Патрик Бејтман            |                                         | [ 48 ]        |
| 2000.  | Шафт                        | Волтер Вејд Млађи         |                                         | [ 49 ]        |
| 2001.  | Мандолина капетана Корелија | Мандрас                   |                                         | [ 50 ]        |
| 2002.  | Улица разврата              | Сем                       |                                         | [ 51 ]        |
| 2002.  | Царство ватре               | Квин Аберкромби           |                                         | [ 52 ]        |
| 2002.  | Еквилибријум                | Џон Престон               |                                         | [ 53 ]        |
| 2004.  | Машиниста                   | Тревор Резник             |                                         | [ 54 ]        |
| 2004.  | Покретни дворац             | Хаул                      | гласовна улога; енглеска синхронизација | [ 55 ]        |
| 2005.  | Бетмен почиње               | Брус Вејн / Бетмен        |                                         | [ 17 ]        |
| 2005.  | Нови свет                   | Џон Ролф                  |                                         | [ 56 ]        |
| 2005.  | Сурова времена              | Џим Лутер Дејвис          | такође извршни продуцент                | [ 57 ]        |
| 2006.  | Бекство у зору              | Дитер Денглер             |                                         | [ 58 ]        |
| 2006.  | Престиж                     | Алфред Борден             |                                         | [ 59 ]        |
| 2007.  | У 3.10 за Јуму              | Дан Еванс                 |                                         | [ 60 ]        |
| 2007.  | Нема ме                     | Џек Ролинс / Пастор Џон   |                                         | [ 61 ]        |
| 2008.  | Мрачни витез                | Брус Вејн / Бетмен        |                                         | [ 62 ]        |
| 2009.  | Терминатор: Спасење         | Џон Конор                 |                                         | [ 63 ]        |
| 2009.  | Народни непријатељи         | Мелвин Первис             |                                         | [ 64 ]        |
| 2010.  | Боксер                      | Дики Екланд               |                                         | [ 65 ]        |
| 2011.  | Цвеће рата                  | Џон Милер                 |                                         | [ 66 ]        |
| 2012.  | Успон мрачног витеза        | Брус Вејн / Бетмен        |                                         | [ 67 ]        |
| 2013.  | Челична правда              | Расел Бејз                |                                         | [ 68 ]        |
| 2013.  | Америчка превара            | Ирвинг Розенфелд          |                                         | [ 69 ]        |
| 2014.  | Егзодус: Богови и краљеви   | Мојсије                   |                                         | [ 70 ]        |
| 2015.  | Витез пехара                | Рик                       |                                         | [ 71 ]        |
| 2015.  | Опклада века                | Мајкл Бери                |                                         | [ 72 ]        |
| 2016.  | Обећање                     | Крис                      |                                         | [ 73 ]        |
| 2017.  | Hostiles                    | Џозеф Џ. Блокер           |                                         | [ 74 ]        |
| 2018.  | Могли: Легенда о џунгли     | Багира                    | гласовна улога и покретно снимање       | [ 75 ]        |
| 2018.  | Човек из сенке              | Дик Чејни                 |                                         | [ 76 ]        |
| 2019.  | Ле Ман '66: Славна 24 сата  | Кен Мајлс                 |                                         | [ 77 ]        |
| 2022.  | Тор: Љубав и гром           | Гор                       |                                         | [ 78 ]        |
| 2022.  | Амстердам                   | Берт Берендсен            | такође продуцент                        | [ 79 ]        |
| 2022.  | Бледоплаво око              | Аугустус Ландор           | такође продуцент                        | [ 80 ] [ 81 ] |
| 2023.  | Дечак и чапља               | Шоичи Маки                | гласовна улога; енглеска синхронизација | [ 82 ]        |
| 2026.  | The Bride!                  | Франкенштајново чудовиште | постпродукција                          | [ 83 ]        |
| TBA    | Madden                      | Ал Дејвис                 | снимање у току                          | [ 84 ]        |

| Филмови који још нису објављени | Означава филмове који још нису објављени |

## Телевизија
| Година | Наслов                         | Улога            | Напомена          | Реф.   |
| ------ | ------------------------------ | ---------------- | ----------------- | ------ |
| 1986.  | Anastasia: The Mystery of Anna | Алексеј          | телевизијски филм | [ 85 ] |
| 1987.  | Heart of the Country           | Бен Харис        | 4 епизоде         | [ 86 ] |
| 1990.  | Treasure Island                | Џим Хокинс       | телевизијски филм | [ 87 ] |
| 1991.  | A Murder of Quality            | Тим Перкинс      | телевизијски филм | [ 88 ] |
| 1999.  | Mary, Mother of Jesus          | Исус из Назарета | телевизијски филм | [ 89 ] |

## Видео-игра
| Година | Наслов        | Улога              | Реф.          |
| ------ | ------------- | ------------------ | ------------- |
| 2005.  | Batman Begins | Брус Вејн / Бетмен | [ 90 ] [ 91 ] |